# Aventura
『Aventura』（アヴェンテューラ）は、翠川しんによる初の連載作品となる日本のファンタジー漫画。『月刊少年シリウス』（講談社）2005年7月号（創刊号）から2015年10月号まで連載された。当初は月刊連載だったが、2011年2月号から12月号までは隔月で連載。その後は休載に入り、2015年10月号に番外編を掲載した後は再度休載に入る。2015年12月にはこの番外編を含む単行本第6巻が発売されたが、この新刊の売り上げ不振のため打ち切りとなったことが2016年4月5日に発表される。

## あらすじ
3つの空、5つの大陸、7つの海が存在する地球（ほし）の中心的な場所に、次世代の魔法剣士、魔法魔術師を育むために開校された「ガイアス魔法学院」。この学院に入学した主人公、ルーウィン・ランディットは剣術の部に所属するも、実は魔法を使えず、そのことをからかわれてクラスメイトとケンカするために乱暴者と呼ばれ、クラスでは孤立した存在だった。ある日、ルーウィンは図書室で魔術の部に所属するクリスとソエラに出会い、彼らの課題である「見えない壁」の答えを教えたことから彼らと仲良くなる。

## 登場キャラクター

### 学院の生徒
ルーウィン・ランディット
誕生日：7月28日。瞳の色：深柘榴色（ガーネット）。守護属性：火。
この作品のメイン主人公。ガイアス魔法学院・剣術の部1年生→魔術の部1年生。錆色の髪と、育ての祖母から貰った鞘のない錆びた剣を持つ。
魔法学院の入学必須条件である魔力が無く、魔法が使えない。このことと髪の色のことでよくからかわれたり虐められるので、同じクラスの生徒との喧嘩が絶えず、乱暴者と呼ばれ敬遠されていた。ある日、剣の錆びを落とせないかと訪れた図書室で課題をしていたクリスとソエラに出会い、友達となる。その後フレアを召喚したことによりあわや退学という事態になるも、彼を推薦した先生がおり、念願の魔術の部に転入した。転入後はクリスとソエラと同じ班となる。
「今自分に出来る事をやる」という思考のもと、戦闘や緊急事態になると高い行動力・判断力を見せる。クリスとソエラは初めての友達ということでとても大事に思っており、二人の悪口を言う者は教師でも許さない。このほかグリューゲル戦において、前線を離れ助けを呼びに行ったダーウィルを「逃げ出した」と馬鹿にしたことに激怒したり、ミーミルを守ろうとするなど、正義感が非常に強い。
魔法感受性が弱いらしく、入学前からあらゆる魔法契約を試してみるも結局使えるようにはならなかったが、祖母に引き取られる以前から一瞬だけ火を出すことができる。しかしそれが原因で母親からは忌み嫌われてしまっている。他にもクォルファの示霊魔法が効かない、見えない壁を見ることが出来る、最も力の弱まった幼女姿のミーミルを見ることができるなど、特異な能力を多く持っている。
守護属性の関係からか、幻燈蟲やボーン伯爵のお供など、「火」を連想させる存在と仲良くなることが多い。
炎神（えんしん）フレア
ルーウィンが祖母から貰った剣に宿っていた召喚獣であり、「三律神」の1人「炎の魔女（フレア・ウィザーデス）」の守護精霊獣。
外見は炎を纏った大きな獣。力は強く、主に絶対的な忠誠を誓う。ルーウィンが誰かのために魔法を使いたいと強く願った時、剣の柄の部分にある赤い石から初めて召喚された。フレアの方はルーウィンに逢えるのをずっと待っていたようである。ルーウィンを「主（あるじ）」と呼び、姿を見せていない時でも緊急時には声を発して呼び掛けてくる。知能が高く、ルーウィンを守るために自主的に考えて行動することも出来るが、何故か徐々に身体が小さくなっており、それと同時に知能や力の弱化が見られるようになる。

クリス・コットンバーグ
誕生日：4月5日。瞳の色：若葉色（ペリドット）。守護属性：風。
魔術の部1年生。尖った耳と緑色の瞳を持つ「森の妖精（ハイ・エルフ）」族の男の子。故郷は「森愛でる国」で、大司祭の跡取り息子。
図書室で同じ班のソエラと共に課題をしていたところ、ルーウィンと出会う。乱暴者と呼ばれていたルーウィンが親切に答えを教えてくれたことで彼への先入観が薄れて友達になる。
実は故郷「森愛でる国」では不吉とされる双子として生まれ、弟のティースを亡くしている。しかし亡くした時のショックがあまりにも大きすぎたため父が記憶を封じていた。ふとしたきっかけで記憶がフラッシュバックしたことにより、一時自分の心の闇に閉じこもり昏睡状態に陥ってしまうが、クリスを想うルーウィンの言葉に心動かされたミーミルの呼びかけで無事に目覚めた。
頭が良く博識である。ルーウィンとの出会いの際に「まだ魔法は習っていない」と言っていたが、本当は1年生ながら上級魔法を使うことができる。「風神（シルフィード）」を呼べるほどの魔法も修得しており、失われた5つ目の元素「空」と風属性の連係といった上級魔法を発動させる魔力も持っている。年齢の割りに教養が深いのはティースを国の外で治療してもらうために父に勝負を持ちかけた時の猛勉強の成果、潜在魔力の高さは半身・ティースが亡くなった際に彼の血を受け、森の妖精として「完全な一個体」の能力に目覚めた影響だと思われる。
額の飾りはティースからもらった大切な「森のしずく」で、これがなければクリスは森の外では生きられない。髪留めは「聖月桂樹（ローレル）の髪飾り」と呼ばれるもので、父がクリスを守るためとティースのことを忘れぬよう、切り離した記憶をクリスの髪に封じ、その髪が傷つかぬように付けたもの。
ソエラ・エヴェンポート
誕生日：3月20日。瞳の色：氷雫珠色（アクアマリン）。守護属性：水。
魔術の部1年生。獣魔使いの一族の末子でクリスと同じ班の女の子。ウォーティスという獣魔の卵を連れている。
図書室で浮遊檻（ゴンドラ）から落ちてしまったところをルーウィンに助けられた。クリスとは同じ班で、後にルーウィンも加わる。
泣き虫で恥ずかしがり屋。幼い頃誰からも褒められたことがなく、そのため自分のやることに自信がもてずにいたが、ルーウィンの「何でもかんでも魔法で解決するな」という言葉で自分の力で課題をこなしたことから少しずつ自信を持つようになる。
ウォーティス
ソエラが連れている獣魔の卵で、男の子。骨のような羽としっぽが生えている。ソエラと常に行動を共にしているため、彼女が泣いたり怯えたりすると心配したり、守ろうとする。また、ソエラの受けた傷や病気などは彼にも全て反映されてしまう。普段は警戒してソエラ以外にはあまり懐かないが、ソエラを助けてくれたからかルーウィンのことは気に入る。

ダーウィル・トルクファン
誕生日：6月2日。瞳の色：深靘蒼色（ロンドンブルートパーズ）。守護属性：風。
剣術の部1年生。剣豪トルクファン家の一人息子。
いわゆるガキ大将であり、取り巻きにはエルフと人間の男の子がそれぞれ一人ずついる。魔法の使えないルーウィンを虐めたりバカにする者の筆頭でありルーウィンとは喧嘩が絶えないが、クリスが倒れた際には自らの行動に責任を感じて森のしずく探しを手伝ったり、ルーウィンと共同戦線を張る事もあった。
かなり甘やかされて育てられたせいで態度は横柄であるが、魔術の素養がありつつも父からは剣術の修行をするよう諌められたという経緯を持つ。
真空系の魔法を使うことができる。持っている剣は「玉兎（ぎょくと）の剣」。月の女神が月光の雫から創ったという宝石・月露石（ムーンストーン）を額飾りとして身に着けている。
作者や読者からはおでこの広さを心配されている。
シエル・ジャセイント
魔術の部4年生。魔術の部に編入となったルーウィンをからかった2年の生徒を諌めてくれた男子生徒で、「ジャセイント先輩」と呼ばれている。
元は、今作品と世界観が同じである別作品「Breath of the Earth」の登場人物。ただし年齢は「Breath of the Earth」時よりも上である。
コリン・アルスウィド
ジャセイントと同コマに登場した、眼鏡をかけた「森の妖精」の男子生徒。からかわれても逆に言い返してその場を和ませたルーウィンを「面白い子」と評価した。
名前は出ていないが、ジャセイントと同じく元は「Breath of the Earth」の登場人物で、作者が自サイトの日記にて「シエルとコリン」であると明言している。
なお、もう一人「リュシカ・チャコリオール」という人物も存在し、作者も登場させる予定ではあるらしいが、現在までその機会には恵まれていない。

### 学院の先生

#### 冠綬13騎章
クォルファ・リヴェンツェル
俗称：黒麒の番人（こっきのばんにん）。誕生日：9月23日。瞳の色：紫鳳菫色（アメジスト）。担当教科：剣技全般、魔法天文学。愛称：リーヴ（呼んでいるのはアーシェスのみ）
剣術の部の先生。黒髪に銀のメッシュが入っている。学院に二人しかいない魔法剣士の一人（剣士だが、得物は鞭）。
顔の右半面を仮面で隠しており、この仮面の呪いによって成長を止められている。そのため外見は若いがアーシェスとは同い年である。しかし、名前と誕生日は後から手にしたものらしい。何か壮絶な過去を隠し持っていると思われる。
得意な魔法は「示霊（しめだま）」と呼ばれる暗示魔法。「光の精霊」の加護がある学院にいながら、学院の者では使えないはずの「地の魔術」を操れる。またミーミルの正式契約者であり、師のクレノワールから力を与えられた事で水の精霊を統括する管理者となっているが、本来の守護属性は風らしい。
学院の生徒には人気があり手紙などを頻繁にもらっている。しかし怒ると相手の首根っこを掴んで持ち上げる癖があり、やや怖がられてもいる。アーシェスと反対に、甘いものが嫌い。
ルーウィンとは過去に面識があるらしいが、現在のところ詳細は不明。
読者から人気があり、作者も描く時は一番緊張するという。
チェスフォード・アーシェス
俗称：緋色の賢者（ひいろのけんじゃ）。誕生日：10月20日。瞳の色：向日葵色（サンストーン）。担当教科：結界魔法学、封印術学。
魔術の部の先生。金髪のロングヘアーで左目にはモノクルをつけている。
曰く「僕の結界術はいつでもドコでも完璧」。優しい性格で少しおっちょこちょいだが、兄に似てこうと決めたら譲らない頑固な一面も持つ。今は亡き兄の遺志を継ぎ、自身の俗称を授かった努力家でもある。
クォルファとは旧知の仲で、一緒に行動していることが多い。クォルファが仮面を付けることになった事件も知っている。クォルファの体調を治せるのはアーシェスしかいないらしく、よく彼の体調を心配している。
甘党が高じてお菓子作りが得意で、時折ケーキなどを作っては生徒達に配っている。実はミリアに片想いしている。
先々代「緋色」のロロいわく「自慢の後継者(息子)」らしい。
ミリアルージュ・トレゾァ
俗称：瑠璃音の魔女（るりねのまじょ）。誕生日：11月3日。瞳の色：淡琥珀色（アンバー）。担当教科：治療魔法学。愛称：ミリア
治癒室勤務の治療魔術士。優しい笑顔で生徒に慕われている先生。クレノワールの実妹。
「氷の魔女（アイス・ウィザーデス）」一族の家系で、それ相応の勉強をしていたが、猫の姿になってしまった姉を救いたい一心で現在の治療魔術士に転属した。「若返り」の魔法が使える数少ない教師。
入学した日からクラスメイト達と喧嘩の絶えないルーウィンを厳しくも暖かく見守る。彼がフレアを召喚したことを喜び、このままルーウィンが自信を持ってくれればいいと願っている。ルーウィンの「何でもかんでも魔法で済ますな」という言葉は、彼女の受け売り。
ナジェル・カーティス
俗称：蘇芳の白帝（すおうのはくてい）。瞳の色：通常時は銀露狐色（ブルカイト）、魔力解放時は薔紅妃（ピジョンブラッドルビー）。担当教科：魔法構築学、遺伝構築学、解印術学。
離れの準備室の管理を担当している先生。現在は出張中。
普段から学院を離れて日々様々な研究をしている。実は禁術の掟をいくつか破っているため、頻繁にその姿が変わるらしい。クリスの父・ゲイルと出会った時は普段より耳を長くしていた。
他の教師とは異なり元は「土の民（にんげん）」で、魔女狩りの時代から生きている。とある国の地質調査に訪れた際に遭遇した本物の「魔女」を匿ったことで魔女裁判に巻き込まれ、彼女は焼かれてしまうも自分の魔力全てをナジェルへと遺した。それによりナジェルは「魔族」となる。後にアンジェラとの運命的な出会いがあり、13騎章の中で教頭推薦の元で綬色を授かった唯一の人物となった。現在はアンジェラに片想い中ながらも、例の魔女の生まれ変わりを捜し続けている。
「森愛でる国」へは調査で異空間を彷徨っている時に偶然辿り着いた。その時異国民であるナジェルを匿ったのがゲイルで、それ以来少なくとも200年以上は友人関係を続けている。
龍 月花（ロン ユエホァ）
俗称：黄鶯の舞姫（こうおうのまいひめ）。瞳の色：紫紅翠色（アレキサンドライト）。担当教科：魔法薬理学（調合学）、香における幻術魔法学。
中華風の身なりをした女性教師。13騎章で一番新しく入った先生。ドラゴンを数頭飼っている。現在とある先生に片想いをしている。
竜を自在に操り高い武術力を誇る、都護院直属「龍家」の宗家末娘。幼少の頃から大勢の兄弟達と一緒に武術（特に槍術）を仕込まれてきたため、相当の腕前を持つ。だがある人物と出逢い彼の言葉に感銘を受け、「調香師」の資格を取得し転身した。
ロロを「ポーレル老师（ラオシー。中国語で先生の意）」と呼ぶ。
エルグレフ・シーマリー
俗称：浅葱の夜叉（あさぎのやしゃ）。瞳の色：天潤蒼色（セレスタイト）。担当教科：剣術全般、暗示魔法学（暗示魔法学は現在休講中）。
夢の中での精神操作を得意とする男性教師。
純血の人狼の血を引く大貴族の出身。そのため獣の耳が生えている。普段は生徒達を怖がらせないために人間の耳に化けていて、口元と頭に布を巻いているので、生徒達には人狼族ということはあまり知られていない。
カイン
俗称：不明。綬色は「鶸」。
ウェルザー
俗称：不明。綬色は「醒藍」。
アンジェラ・クラウンベリー
俗称：深緋の審判（こきひのしんぱん）。瞳の色：桜燦璋色（クンツァイト）。専門教科：封印術学、解印術学。愛称：アンジー（ロロとナジェルによる）
学院の教頭先生。学院長先生に次ぐ魔力の持ち主で、年齢も彼に近い。ルーウィンには「ばーちゃん先生」と呼ばれている。
「近衛兵（ホース・ガーズ）」を創った女性であり、彼らの統率司令官。自らに宿る魔法力が強大すぎるためか、魔法力を抑制させるアイテムを数多く着用しなければ自身の執務室から出ることが出来ないらしい。クレノワールが人間だった時は彼女の師であった。
クレノワールと共にルーウィンの今後について緊急会議を開き、彼を魔法学院退学処分との決定を下すも、今後の監視対策として彼を魔術の部へと編入させる。
学院長先生
俗称：紫苑の皇帝（ヘリオトロープ・エンペラー）。
学院の学院長先生。綬色の最高位に位置する魔力の持ち主。
かなりの高齢なため体調が優れないことが多いのか、床に伏せっていることがある。フルネームは現在のところ不明。

#### その他の先生
ロロ・ポーレル
俗称：麹塵の老翁（きくじんのおきな）。瞳の色：天瑞晶色（ブルートパーズ）。担当教科：召喚魔法学、防御系魔法全般。
ミリア、アーシェス、クォルファの先生であり、召喚術師。冠綬13騎章の一人かは不明だが、俗称を持っている。
先々代の「緋色の賢者」。後継者を育てきったため一度引退するが、アンジェラの頼みで現場復帰した。秘宝「12の神器」と呼ばれるものの創り手で、クォルファが使う鞭はその神器の一つである。ミリアのもつ杖「宝瓶の聖杖（アクエリアス・ホーリーロッド）」も彼が作ったもの。
お菓子とお酒をこよなく愛し、のんびりとした性格。広い視野で物事を見定めることが出来る。背丈は小さく、ホビットやドワーフを思わせるような外見をしているが実際は古代エルフである。1600年ほど生きているという。
ガロン
剣術の部の副担任。武器には戦斧を使う。ドワーフ族で、ロロとは同じ酒飲み友達として仲が良い。二人揃うと樽単位で飲むらしく、酒場へは出入りを禁止されている。
「白い人」
ルーウィンの入学試験の試験官を担当した教師。碧色の瞳を持つ。白い服を着て甲冑を被っており、袖の部分が特殊な形をしている。ルーウィンはこの教師を「白い人」と呼び、いつか再会できるのを心待ちにしている。

### 学院にいるキャラクター
クレノワール・トレゾァ
瞳の色：金暉麗色（ゴールデンアンバー）。守護属性：水。
ミリアルージュのつれている羽の生えた猫。天空と大地を支える「三律神」の一人「氷の魔女（アイス・ウィザーデス）」。ミリアの実姉。
アンジェラの弟子にしてクォルファの師であり、彼に「水」の能力を与えた魔導士でもある。しかし何らかの理由で先代の「緋色」に呪いをかけられ、現在の猫のような姿となっている。封印の呪いはクォルファの仮面と何らかの関係があるようである。この世界の猫は黒毛有翼種一種類のみであるが、彼女の毛並みが白いのは呪いをかけた先代「緋色」の想いが込められているかららしい。
ミリアと同じくルーウィンを入学した日から視野においていたが、妹とは正反対に、ルーウィンがフレアを召喚したことを「危険因子」とみなす。
ミーミル
瞳の色：森瀞緑色（エメラルド）。属性能力：治療・回復の全テ
「知恵と回復の泉（ミーミルのいずみ）」に棲む泉の精霊。クォルファと契約を結んでいる。
一千年ほど昔、下界で大干ばつに見舞われた村で人身御供として捧げられた娘だったが、それを哀れに思われ精霊にされたと言われている。長く泉に縛られ、誰からも心配されず必要ともされていないと思い込んでいたところを謎の男に唆されて泉から離れてしまい、自由と引き換えに力を全て失い、幼女の姿になってしまう。だが、ルーウィンと出会ったことで次第に孤独から解放され、最後には元の姿を取り戻し、グリューゲルを撤退に追い込む。ルーウィンの行動や言葉には何度も心動かされ、彼の願いによってクリスを目覚めさせるのにも一躍買った。
普段は古風な喋り方をするが、幼女の姿をしている時は普通に話すこともある。ルーウィンからは「ねーちゃん」と呼ばれている。誰かに直接「ありがとう」と言われた経験がないらしい。
燭台さん
学院すべての明かりを任されている機械人形（オートドール）。火の属性を持ち、魔法が召喚できる数少ない人形。姿は白い炎を灯した大きな燭台で、手には火を消す道具を持っている。敬語で喋り、ルーウィンに剣のサビを落とすヒントが図書室にあるかもしれないと、助言を与えてくれた。
ベルエラート
「第1学年（ファースト）」の生徒の部屋の清掃を担っているモップの姿をした機械人形。愛称はベリー。言いつけを守らないルーウィンには少々手を焼いているが、それくらいでは諦めない一途な人形。
サリエラート
学院の清掃を担っているはたきの姿をした機械人形。愛称はサリー。廊下をよく汚すルーウィンにはベルエラート同様手を焼いている。掃除の手伝いとしてバケツの機械人形もいる。また清掃のみならず、生徒の授業の支度も手伝ってくれる。
入学当時から不眠に悩んでいたクリスを見守り、彼の亡き弟・ティースの事を聞かされていた唯一の存在。
エリー
魔術の部の清掃を担っている機械人形。本名は不明。姿はワックス掛けに使う道具。
司書さん
図書館の本を管理をしている。形あるものに魂を固定した本のお化け。顔はジャック・オ・ランタンだがそれぞれ少し作りが違っている。生徒に優しく、どこにどのような本があるかを丁寧に教えてくれる。仕事熱心で真面目で、本の返却日を守らない人には少々頭を悩ませているらしい。
ボーン伯爵
魔術の部にいる骸骨で、中央階段の門番。魔術の部の生徒達のお世話をしてくれている。一見するとアンデッドと似ているため、初めて見たルーウィンは勘違いしてしまった。クリスのことを「ハイエルフ殿」、ソエラのことを「獣魔使いのお嬢さん」と呼ぶ。ソエラのことが好きらしく、彼女の笑顔を見ただけで嬉しさのあまり体が崩れてしまうほど。頭には人魂のような形をした生き物が乗っており、こちらはルーウィンに恋しているようである（初登場時に一目惚れしたような描写がある）。一人称は「某（それがし）」。
Cotton Egg（コットンエッグ）
学院専属の仕立て屋人形。「完璧な仕上がりと、最高の着心地を」をモットーとしている。4人いて、それぞれ裁縫道具の姿をしている。
ハト時計
大きな古時計の姿をしている。何百年も動いていて、言葉を話すことも出来る。外部（そと）の世界と繋がっており、小鳥の一羽もいなかった学院に小鳥をもたらした。学院の豊かな実りと平和は自分あってのものと自認するほど強気な性格。様々な鳥を出すことが出来るが、平和の象徴である鳩だけは帰巣本能があるため、彼が世話をしている。
聖鐘（チャイム）
移動型パイプオルガンの姿をしている「人形（ドール）」（機械人形とはまた別のものらしい）。聖歌隊として多くの式典で活躍している。中でも聖夜（クリスマス）の発表会には命をかけている。名前には「鐘」とあるが、どちらかというと鍵盤。華麗な歌声を披露してくれるが、喋る時は一斉に和音で喋るのでややうるさいのが難点。魔術の部に編入してきたルーウィンを歓迎する歌を披露してくれた。
おいしく食べてもらい隊
チョコチップや砂糖の瓶に細い手足が生えたような生き物達。自分達をトッピングに使ってもらうことで食べ物をより美味しくすることが喜び。トッピングに使われる以外にも外食用のお弁当も用意してくれる。
ココ・チャバリックIII世
「イージスの森」の門番を務める梟。通称はそのまま「夜鳴鳥（ふくろう）のおじさん」。青い学士のような格好だが、口調は江戸っ子。イージスの森で暮らしている鳥たちとも親しく、初の子育てに専念してもらいたい夫婦のためへの配慮をするなど気さくな性格。
近衛兵（ホース・ガーズ）
アンジェラ教頭の作り出した学院の警備隊の「人形」。通称「兵（ガーズ）」。
タイプが二種類いて、「陰の紋（ナイトホース）」と「陽の紋（ライトホース）」がいる。礼儀正しく、アンジェラ教頭への忠誠心が高い。命令があればアンジェラ教頭以外の先生の補佐をすることもある。

### その他
ばぁちゃん
ルーウィンの育ての祖母。「土の民（にんげん）」だが魔法が使える。血は繋がっていないが、自分の子供のように愛情を込めてルーウィンを育ててくれた。「魔法は大切な人のために使わなければいけない」など、魔法に関する重要なことを教えたのも彼女である。魔法学院に入学できたルーウィンに、炎神フレアの宿った古い剣をプレゼントした。
本名は「ヒース・フレアラール・チェルロット」。彼女の名前のつづりを知っていたため、ルーウィンはフレアを召喚することができた。
ルーウィンの母親
ルーウィンの母。だが一瞬だけ火の出せるルーウィンを悪魔呼ばわりし、怖がって会おうとしない。ルーウィンもそのような母親には会いたいと思っていない。
ティース・コットンバーグ
クリスの双子の弟。父親も見分けがつかない位にクリスとそっくりだが（母親は見分けられる）、彼はクリスと反対に運動が得意で勉強が苦手。たまに双子の特権を使ってクリスと立場を入れ替わったりすることもあった。
10歳になって間もないある日体調を崩し、部屋から出られなくなる程まで体が弱ってしまう。日に日に悪化する体調の中、他人の心の声を聴ける“遠聴”の力によって“呪われた双子”の伝承を聞き絶望するも、自分に対するクリスの「早くティースが元気になる様に」という前向きな想いを聴き、「それでもいい」と体調回復が望めないことを受け入れた。最後はクリスに「今までもこれからもずっと一緒」という言葉を残し、クリスが持ち出したナイフで自ら命を絶ってしまう。彼の体から出た光の玉はクリスの森のしずくに降り注ぎ、彼の体は羽となって散っていった。
その後はクリスの意識の中で、常に彼と共にある。昏睡状態に陥ったクリスを助けようと意識に入ったアーシェスには自分達の過去を見せた。
ゲイル・コットンバーグ
クリスとティースの父親。「西風の女神（ゼビュロス）」神殿・第43代目守護最高司祭。左目に傷がある。
普段は厳格だが、本当は自分の子供が双子であっても惜しみない愛情を注ぐ優しい人物。しかしクリスタルの波動を読まなければ双子の見分けがつかないことは不甲斐なく思っている。
クリスに記憶操作を施した張本人であり、国の圧力に負けてクリスとティースを傷付けることになってしまったことを深く悔んでいる。
実は古文書に記された「森愛でる国」最初の呪われた双子で、彼は弟。兄はゲイルの目の前で殺され、それに関わった者達はその時の記憶を全て消されて隠蔽されてしまったが、ゲイルだけは兄を忘れぬようにと自己暗示をかけていた。左目の傷は兄が殺された時についたものである。
イシス・コットンバーグ
クリスとティースの母親。司祭補佐女官三位。穏やかでとても優しく、クリスタルの波動を読まずともクリスとティースの見分けも出来てしまう。クリスとティースは彼女似である。
夫・ゲイルと出会う前は「月慈の森」の隠れ巫女であった。ゲイルに精霊との会話の楽しさを教え、後に周囲の反対を押し切って結婚する。だが種族の遺伝子が特異で、一度懐妊したら二度と妊娠できない。そのため子供が「森愛でる国」で不吉を呼ぶという伝承がある双子だと分かっても出産する決意をした。そして母体の生命を揺るがす難産だったが無事に出産し、夫婦共に惜しみない愛情でクリスとティースを育てた。
双子を産んだ後も隠れ巫女としての強い力は健在であり、ティースが亡くなった影響で体調を崩してしまう。現在も後遺症が残っているような描写がある。
樹藍翁（じゅらんおう）
「森愛でる国」の最長老らしき人物。ゲイルが幼少の頃に彼の兄を殺すよう命じた人物でもある。隠居した現在でも強い発言力を持ち、ゲイルも彼には逆らえない。クリスがティースを連れて逃亡した時はゲイルとナジェルに出し抜かれてしまうも、「ゲイルの命令としてクリスとティースを捕らえるように」と命ずる。国を守るためには手段を選ばない人物。
キルシェ
クリスとティースの3代目の家庭教師。ゲイルの補佐も務めており、双子とは家族のように過ごしてきたため、とても大切に思っている。
水魔グリューゲル（すいま-）
泉の外へ自由を求めたミーミルになり代わり、泉へと侵入した魔物。元は力も姿もない小さな魔物だったが、森のしずくと謎の男の協力によって形と力を得て、泉へ森のしずくを探しに来たルーウィン達に襲いかかる。
しかし力の増幅により傲慢になりすぎたためか、己の弱点を喋り、ルーウィンの機転によって危機へ陥る。ルーウィンを攻撃するも今度は元の姿へと戻ったミーミルの牽制とダーウィルから知らせを受けたクォルファの参戦により敗北。力を失って森の中を徘徊していたところを謎の男と遭遇、新たな核を要求するが、逆に踏みつぶされてしまう。
アーシェスの兄
先代の「緋色の賢者」。クレノワールの過去やクォルファの過去に深く関わっていると思われる。
謎の男
学院内に潜んでいる謎の人物。不死人の騒動を起こしたり、ミーミルを唆して、世界中に水害を巻き起こす要因となった元凶。クォルファと何らかの因縁があると思われ、アーシェスも二人の間にかつて何があったかを知っているようである。普段は学院の教師になりすましているらしく、姿を変えた際には十字架の腕章を身につけていた。

## 用語
ガイアス魔法学院
地球（ほし）の中心的な位置に設立され、次世代の魔法剣士・魔法魔術師を育てるために作られた、宙に浮いている巨大な学院。剣術の部と魔術の部が存在する。「光の精霊」の加護があり、地属性の魔法は使えないらしい。敷地はかなり広大で、実技演習用の「フィールの丘」を始めとする野外授業用の設備が沢山ある。学院の周りは結界が張られた森でぐるりと囲まれており、「紋章」や「許可証」を持たぬものとモンスターが入ってこないようにしてある。教師はそれぞれ高い力量を持った優秀な人ばかりで、共通して両腕に十字架の形をした布製の腕章らしきものを着用している。
剣術の部と魔術の部は魔法力で作られた「見えない壁」で隔てられていて、部の内装は異なっている。魔術の部ではお化けや機械人形などが剣術の部よりも多数見られ、大廊下と呼ばれる場所に飾られてある彫刻や肖像画、風景画が動いたり、喋ったりする（絵のほうは額の中だけで動く）。特に絵画は貴婦人達がお化粧をしていたり、釣りをしていたりと様々。たまに留守にすることもあるらしいという、どこかハリー・ポッターを思わせる設定もある。
なお明記はされていないが、クリスを誘ったティースの「入学出来るのは12歳から」という台詞から考えてルーウィン達の年齢は12歳程度と推測される。
冠綬13騎章
綬色と俗称を授かった13人の魔法剣士・魔法魔術師達のこと。通称「冠綬」。一人ひとりが強い魔力を持っており、全員がガイアス魔法学院の教師を務めている。
綬色
先生の俗称（例：緋色の賢者等）と共に与えられている「色」の事。13の色から潜在能力の高さによって配置が決まっているものでトップは学院長。なお、現在判明している色は全部で10色。残り3色は俗称と共に不明。ロロの俗称は含まれているか不明。
俗称は主に「黒麒」や「瑠璃」という色の名前や「番人」といった略称で呼ばれるらしく、力関係を確かめる際には、この略称で現すことがあるらしい。
現在判明している俗称は上から順に以下のとおり。なお「黒麒」と「緋色」は同等の力を持っている。
- 「紫苑の皇帝」（学院長）
- 「深緋の審判」（アンジェラ）
- 「黒麒の番人」（クォルファ）、「緋色の賢者」（アーシェス）
- 「蘇芳の白帝」（ナジェル）
- 「瑠璃音の魔女」（ミリアルージュ）

シーマリーの「浅葱の夜叉」、月花の「黄鶯の舞姫」、カインの「鶸」、ウェルザーの「醒藍」はどの位置かは不明。
副綬（ふくじゅ）
17人いる冠綬直下の部下のことで、学園では副担任を務めている。
三律神（さんりつしん）
この「世界」を支える神。現在判明しているのは「炎の魔女（フレア・ウィザーデス）」と「氷の魔女（アイス・ウィザーデス）」の二人。クレノワールは「氷の魔女」であり、この「三律神」の一人である。なお「氷の魔女」はそれとなる家系があるが、「炎の魔女」の家系については言及されていない。
守護精霊獣（しゅごせいれいじゅう）
「三律神」を守護する精霊獣。炎神フレアはその内の一匹。一体一体に凄まじい力を宿しているらしく、「綬色」が束になっても敵わないとされている。
機械人形（オートドール）
学園にたくさん存在する人形達で、燭台さんやベルエラートなどが代表的。普通は魔法を使うことができないのだが、燭台さんだけは例外。他にも手足の生えたバケツや手足の生えたウォーターポットなどが存在する。感情豊かで、言葉を話すことも可能。筆記用具やフォークなど手で持つものは機械人形ではない。
図書館
膨大な量の蔵書がある巨大な図書館。室内中央に階段のついた回転する樹が生えている。また、天井近くまでの本棚に行くための浮遊檻（ゴンドラ）や、個人机（デスク）、大人数掛け（テーブル）も多数用意されている。剣の専門書だけで2000冊の蔵書がある。剣術・魔術両部が利用可能。試験期間中は上級生もここで勉強に励む。
見えない壁
クリスとソエラの宿題となっていたもので、剣術の部と魔術の部を分ける障壁のようなもの。学園の至る所に設置しており、存在定義と設置個所を10個列挙することが宿題だった。
定義では「互いの部で召喚した精霊や魔法が干渉し合わないよう、古代の神が創った壁」とされている。見分け方は古代魔法で創られたモノなので印があり、壁全体に大きな魔法陣がかかっているため判別可能ということだったが、二人にはそれが見えなかったために3箇所しかわからなかった。だが残りの7箇所をルーウィンが列挙したことで宿題の答えを書くための道具が封印されている本が開封される。このことがきっかけとなり、3人は仲良くなった。
飛行箋（タグ）
図書館にあるアイテム。送る相手先とこれを挟む本のタイトル、そして自分の印かサインを書いて本にはさみ、手を離せば自動的に図書館へと運んでくれる優れもの。見た目は栞のようになっている。返却日までに仕事が忙しかったりして本の返却が出来ない人にはうってつけのアイテム。
不死人の種（アンデッドピース）
不死人（アンデッド）系のモンスターの体細胞と原動力となる「魔法石」の欠片を注入した種の形をしたアイテム。幾つかの種類があるらしく、置いてあったものは「傀儡系（マリオネット）」であった。酸素を得て“発芽”し、水を得てその攻撃性を発揮する。危険度4、要警戒態勢という劇薬指定の危険なもの。授業用の資料なのか、古い物が離れの準備室に置いてあり、ルーウィンが思わず手に触れて、蓋を開けてしまったことから発芽してしまう。
知恵と回復の泉（ミーミルのいずみ）
学院が水を介して外界と繋がる唯一の場所。泉の精オーディンからその能力を受け継ぎ、全世界において治癒系魔術の運営全てを担う精霊が棲みついている。機械人形など、体内に水を含まない存在には近寄る事が出来ない。
フレアの宿った剣
ルーウィンが祖母から貰った、古くて大きな剣。錆付いているがどうやら特殊な錆び方らしく、魔法や小道具（アイテム）を用いた手段ではこの錆を落とすことが出来なかった。鞘はなく、布に包んで持ち運んでいる。
実は炎神フレアの宿った剣で、魔法力を有している。フレア召喚前は柄の装飾部分が殻に包まれていたが、初めて召喚する際に殻が砕け、丸く赤い石が現れた。
森の妖精（ハイ・エルフ）
クリスの種族。長い耳を持ち森に住み、魔法に長けている。世界樹が数多の命を生み出した後、自らの未来永劫のパートナーとして彼らを生み出した。しかし彼らは純血に固執するあまり外部との接触を拒む隔絶社会を築き上げていき、種族間のみでの交配を続けて言った結果、濃すぎる血により魔法に長ける反面森の外では生きることが出来ない体になってしまった。そのため彼らには「森のしずく」が必要不可欠で、これを失うと徐々に細胞が壊死していく状態に陥ってしまう。
彼らの間では双子は忌み嫌われる存在で、これは本来一つに生まれるはずだった命が二つに分かれることで能力が欠けて生まれるという誤った考えからである。双子が生まれた際はその内どちらかを殺し、生き残った一方を完全にするという残酷な方法を取る。古文書に伝わる最初の双子はゲイルとその兄。
もう一つの特徴として、彼らは死後、遺体が残らない。彼らの遺体は死後、羽となって散ってしまう。
森のしずく（エルフ・クリスタル）
クリスが額につけている飾り。世界樹が「森の妖精（ハイ・エルフ）」のために作り出したもので、世界樹の樹脂で出来ている。「森の妖精」は森の外では生きられない種族だが、このクリスタルがあれば森でない場所でも生きられる。しかしクリスタルを失うと生きることが出来なくなってしまう。ロロが半生かけて世界中をめぐっても見つけることができないぐらい貴重なもの。
幻燈蟲（ランプワーム）
ミーミルが「森のしずく」探索時に灯りとして捕まえた蟲。通称「点灯蟲」。虫ではなく、大地の精気をエサにしている細菌の集合体で、土の中にいる。好気性細菌で、酸素が大好き。元は2ミリ程度の大きさだったが、ミーミルが捕まえて容器に入れる間に小さな火の玉程度にまで成長している。囲いのない場所では一気に大きくなり、一瞬だけ太陽と見まがうくらいに大きくなるが破裂して小さくなり、また土へと戻っていく。性格は穏やかで、火の玉の姿であっても熱くはないという。
ルーウィンと仲良くなり、ミーミルが靴のお礼にルーウィンにプレゼントしたが、泉でのグリューゲル襲撃の際、ルーウィンが勝機を見出すための切り札として容器を割って、別れることとなる。
聖月桂樹の髪飾り（ローレル-）
クリスが身につけている髪留めの玉のこと。「封冠」の一つで、この髪留めで括られた髪は特殊な防壁で護られるようになり、他者からの攻撃を防いでくれる。元々は女性が儀式用に髪を伸ばすために使われたものだが、危険回避に戦場でも使われた。ゲイルがクリスから切り離した記憶をクリスの髪に封じ込め、クリスの心を守ると同時に、ティースのことを忘れぬようにとつけられたもの。

## 単行本
1. ISBN 4-06-373023-9 2006年4月21日刊行
2. ISBN 978-4-06-373060-9 2007年2月23日刊行
3. ISBN 978-4-06-373109-5 2008年3月21日刊行
4. ISBN 978-4-06-373156-9 2009年2月23日刊行
5. ISBN 978-4-06-376211-2 2010年2月23日刊行
6. ISBN 978-4-06-376292-1 2015年12月9日刊行